# جيفيرسون ماديرا
جيفيرسون ماديرا (بالبرتغالية: Jefferson Madeira‏) هو لاعب كرة قدم برازيلي في مركز الوسط، ولد في 15 فبراير 1988 في دوق دي كاكسياس في البرازيل. لعب مع سبورت ريسيفي ونادي أولاريا أتلتيكو ونادي تريزه.

## وصلات خارجية
- جيفيرسون ماديرا على موقع قاعدة بيانات كرة القدم.إي يو (الإنجليزية)